# Juan Fernández Ferraz
Juan Fernández Ferraz (30 de marzo de 1849-13 de febrero de 1904) fue un pedagogo, escritor y periodista español, instalado en Costa Rica.

## Biografía
Nacido en la localidad canaria de Santa Cruz de la Palma el 30 de marzo de 1849, estudió la segunda enseñanza, las lenguas clásicas y algunas de las modernas. Después en Madrid, durante dos años, aprovechando la ley de enseñanza libre, siguió la carrera de Filosofía y Letras en la Universidad y se presentó a examen de suficiencia. Ya en aquel tiempo representaba a la juventud republicana de Canarias y era vicepresidente de su Junta Central. En aquellos dos años fue redactor de La República Ibérica, dirigida por Miguel Morayta, y colaborador de La Luz, todo lo cual no le impedía escribir correspondencias políticas para varios periódicos de provincias. Estuvo vinculado al pensamiento krausista.
Llamado a la República de Costa Rica (1871) para colaborar con sus hermanos Valeriano y Víctor en el Instituto Provincial de Cartago, ya en 1884 dirigía el Instituto Nacional Universitario de San José; después se le nombró inspector general de enseñanza (1887), y ejerció (1888-1889) el cargo de director del Instituto Americano. Fundó en la citada capital americana El Diario de Costa Rica y La Prensa Libre, y era director de la Imprenta Nacional y redactor oficial del gobierno costarricense, cuando este le envió a Madrid (1892) como secretario de la comisión de aquella República en la Exposición Histórico-Americana, y como delegado especial para el Congreso Pedagógico Hispano-Portugués-Americano. No había renunciado la nacionalidad española, aunque veía en Costa Rica la patria de sus hijos. La Universidad Nacional de Costa Rica le había dado el título de individuo honorario de la misma.
Fernández Ferraz visitó la capital de España en 1890 para contratar por cuenta del gobierno de Costa Rica maestros españoles de instrucción primaria, y se llevó dieciocho profesores y tres profesoras con sueldos de 6000, 3600 y 3000 pesetas. A su iniciativa se debió la fundación de La Escuela Moderna, revista pedagógica hispano-americana; en el referido Congreso Pedagógico de Madrid propuso la fundación de una Escuela Normal Ibero-Americana, y en el Congreso de Americanistas presentó el proyecto para la fundación de una revista internacional americanista, y trató de que, por intervención de la Sociedad Unión Ibero-Americana, pasadas las fiestas del cuarto centenario del descubrimiento de América, se realizase una visita oficial de españoles ilustres a las Repúblicas americanas. Fue autor de varias obras, entre las que pueden citarse Nahuatlismos de Costa Rica (1892) y Las lenguas indígenas de Centro América en el siglo XVIII.
Falleció el 13 de febrero de 1904.